# Национальная ассамблея Бахрейна
Национальная ассамблея (собрание) (араб. المجلس الوطني البحريني) является названием обеих палат парламента Бахрейна, заседая на совместном заседании, как это предусмотрено в Конституции 2002 года.
Он состоит из 80 членов, состоящих из 40 избранных членов Совете представителей (нижняя палата) и 40 назначенных членов Консультативного совета (верхней палаты).
Национальная ассамблея возглавляется председателем Консультативного совета или спикером Совета представителей, если первый отсутствует.

## История
Согласно Конституции 1973 года (статья 43), Национальное собрание являлось однопалатным парламентом, состоящим из сорока членов, избираемых «всеобщим голосованием». Однако тогдашний эмир Иса ибн Салман Аль Халифа постановил, что женщины не будут наделены «всеобщим избирательным правом» и им не были допущены голосовать на парламентских выборах 1973 года.
Первое Национальное собрание Бахрейна было избрано в 1973 году в соответствии с положениями первой Конституции, которая была обнародована в том же году. В 1975 году Ассамблея была распущена тогдашним эмиром Исой ибн Салманом Аль Халифой, поскольку она отказалась принять закон о государственной безопасности, подписанный правительством в 1974 году. Эмир впоследствии не позволил Ассамблее вновь собраться или провести выборы в течение всей своей жизни.

## Результаты последних выборов
Результаты выборов в Совет представителей Бахрейна 22 и 29 ноября 2014 года
| партия                                                                                      | партия                          | Идеология            | Кол-во кандидатов | Избраны в первом туре | Выбыли | Избрано во втором туре | Избрано всего | Избрано на прошлых выборах | Изменения |
| ------------------------------------------------------------------------------------------- | ------------------------------- | -------------------- | ----------------- | --------------------- | ------ | ---------------------- | ------------- | -------------------------- | --------- |
|                                                                                             | Аль-Асалах                      | суннистская салафия  | 6                 | 1                     | 3      | 1                      | 2             | 3                          | ▼1        |
|                                                                                             | Аль-Менбар Исламское сообщество | суннистский исламизм | 5                 | -                     | 4      | 1                      | 1             | 2                          | ▼1        |
|                                                                                             | Аль-Митхак                      | исламский либерализм | 3                 | -                     | 2      | -                      | -             | -                          | ▬         |
|                                                                                             | Аль-Васат                       |                      | 4                 | -                     | 2      | -                      | -             | -                          | ▬         |
|                                                                                             | Аль-Ватан                       |                      | 10                | -                     | 2      | -                      | -             | -                          | ▬         |
|                                                                                             | Аль-Васат-аль-Араби             |                      | 1                 | -                     | 1      | -                      | -             | -                          | ▬         |
|                                                                                             | Собрание национального единства |                      | 7                 | -                     | -      | -                      | -             | -                          | ▬         |
|                                                                                             | Аль-Февак                       | шиитский исламизм    | -                 | -                     | -      | -                      | -             | 18                         | ▼18       |
|                                                                                             | Беспартийные                    |                      | 230               | 5                     | 54     | 32                     | 37            | 17                         | ▲20       |
|                                                                                             | Всего                           | Всего                | 266               | 6                     | 68     | 34                     | 40            | 40                         |           |
|                                                                                             |                                 |                      |                   |                       |        |                        |               |                            |           |
| Источник: Bahrain's political societies lose big in polls. Gulf Daily News. 30 ноября 2014. |                                 |                      |                   |                       |        |                        |               |                            |           |